# Sabinares del Arlanza
Sabinares del Arlanza este o arie protejată (arie specială de conservare — SAC, sit de importanță comunitară — SCI) din Spania întinsă pe o suprafață de 37.689,55 ha, integral pe uscat.

## Localizare
Centrul sitului Sabinares del Arlanza este situat la coordonatele 41°58′57″N 3°26′35″W / 41.9826°N 3.443°V.

## Înființare
Situl Sabinares del Arlanza a fost declarat sit de importanță comunitară în ianuarie 1998 pentru a proteja 1 specie de plante și 15 specii de animale. Situl a fost protejat și ca arie specială de conservare în septembrie 2015.

## Biodiversitate
Situată în ecoregiunea mediteraneană, aria protejată conține 30 de habitate naturale: Păduri endemice cu Juniperus spp., Râuri de munte și vegetația lor lemnoasă cu Salix elaeagnos, Păduri de pin mediteraneene cu pini mezogeni endemici, Păduri termofile cu Fraxinus angustifolia, Pajiști carstice calcaroase sau bazofile, de Alysso-Sedion albi, Mlaștini alcaline, Cursuri de apă de la nivel de câmpie la nivel montan, cu vegetație Ranunculion fluitantis și Callitricho-Batrachion, Izvoare petrifiante cu formare de travertin (Cratoneurion), Peșteri inaccesibile publicului, Păduri de stejar galițio-portugheze cu Quercus robur și Quercus pyrenaica, Formațiuni ierboase bogate în specii de Nardus, dezvoltate pe substraturi silicioase în zone montane (și în zone submontane, în Europa continentală), Pajiști uscate seminaturale și facies de acoperire cu tufișuri pe substraturi calcaroase (Festuco-Brometalia) (* situri importante pentru orhidee), Pajiști alpine și subalpine calcaroase, Liziere de ierburi înalte hidrofile de câmpie și de nivel montan până la alpin, Pante stâncoase calcaroase cu vegetație casmofită, Pajiști cu Molinia pe soluri calcaroase, turboase sau argilos-nămoloase (Molinion caeruleae), Păduri de Quercus ilex și Quercus rotundifolia, Pseudostepă cu ierburi și specii anuale de Thero-Brachypodietea, Râuri de munte și vegetația erbacee de pe malurile acestora, Păduri aluvionare cu Alnus glutinosa și Fraxinus excelsior (Alno-Padion, Alnion incanae, Salicion albae), Păduri mediteraneene de Taxus baccata, Pajiști umede mediteraneene cu ierburi înalte de Molinio-Holoschoenion, Păduri de fag din Europa Centrală dezvoltate pe sol calcaros cu Cephalanthero-Fagion, Fânețe de joasă altitudine (Alopecurus pratensis, Sanguisorba officinalis), Lande oro-mediteraneene cu formațiuni endemice de grozamă, Grohotișuri termofile și vest-mediteraneene, Galerii de Salix alba și de Populus alba, Pajiști uscate europene, Matorral arborescenți cu Juniperus spp., Păduri iberice de Quercus faginea și Quercus canariensis.
La baza desemnării sitului se află mai multe specii protejate:
- plante (1): Apium repens
- amfibieni (1): Discoglossus jeanneae
- mamifere (8): Galemys pyrenaicus, vidră de râu (Lutra lutra), liliac cu aripi lungi (Miniopterus schreibersii), liliac cărămiziu (Myotis emarginatus), liliac comun (Myotis myotis), liliacul mediteranean cu potcoavă (Rhinolophus euryale), liliacul mare cu potcoavă (Rhinolophus ferrumequinum), liliacul mic cu potcoavă (Rhinolophus hipposideros)
- nevertebrate (3): Austropotamobius pallipes, fluturele auriu (Euphydryas aurinia), Euplagia quadripunctaria
- pești (3): Achondrostoma arcasii, Cobitis calderoni, Pseudochondrostoma duriense

Pe lângă speciile protejate, pe teritoriul sitului au mai fost identificate 23 de specii de plante, 5 specii de amfibieni, 10 specii de mamifere, 3 specii de nevertebrate, 1 specie de pești, 2 specii de reptile.